# Андриенко, Виктор Николаевич
Виктор Николаевич Андриенко (укр. Віктор Миколайович Андрієнко; род. 19 сентября 1959, Запорожье) — советский и украинский комедийный актёр, каскадёр, телеведущий, сценарист, режиссёр, продюсер. Заслуженный артист Украины (2019).

## Биография

### Ранние годы
Родился в Запорожье. Родители из города Гуляйполя Запорожской области. Отец — Николай Трофимович Андриенко, мастер запорожского завода «Энергомаш». Мать — Татьяна Ивановна Андриенко (девичья фамилия — Самойленко), главный бухгалтер детских учреждений.
Учился в средней школе № 15 города Запорожье.
С 1969 по 1975 г. Виктор играет в драмкружке. Его первым учителем актёрского мастерства становится руководитель драмкружка Вера Давыдовна Афанасьева. Виктор в те времена сыграл на сцене дома культуры много ролей — иногда и по пять образов в спектакле.
По окончании 8-го класса школы учился в кулинарном училище и проходил практику как кулинар-кондитер.
С 1975 г. работал старшим монтировщиком сцены в Запорожском областном музыкально-драматическом театре им. Н. Щорса (в настоящее время — им. В. Г. Магара).
В 1980 году окончил Киевский театральный институт имени Карпенко-Карого (класс профессора Б. П. Ставицкого).

### Карьера
С 1977 года работал в кино — в качестве каскадёра и актёра; всего снялся более чем в 100 кинокартинах и сериалах.
- В 1980—1984 и 1986—1987 годах — актёр Киевского театра эстрады.
- 1984—1986 гг. — Одесская филармония, Театр миниатюр «Гротеск» (актёр, режиссёр, автор).
- 1987—1990 гг. — Одесская филармония, Театр миниатюр «Шарж».
- 1990—1991 — режиссёр, Театр клоунады «Магазин-Фу».
- 1991—1993 — актёр, каскадёр, Киностудия имени Александра Довженко.
- 1993—1995 — автор и режиссёр телепрограммы «Киевкино» телеканала «ТЕТ».
- 1995—1996 — директор анимационной студии «Автор».
- С 1996 года — актёр, автор сценария, режиссёр телепрограмм, ситуационных комедий. Проекты с участием Андриенко выходят на телеканале «1+1» и некоторых российских каналах. В этом же году Виктор Андриенко начинает работать в телекомпании «ПроТВ» (автор, актёр, режиссёр) и в сотрудничестве с Валентином Опалевым и Виктором Приходько создаёт проект «Шоу долгоносиков» для телеканалов «1+1» (Украина) и «РТР» (Россия). Это шоу принесло Андриенко большую популярность.
- С 2000 года выступает актёром, автором сценариев, режиссёром-постановщиком популярных телепрограмм, ситуационных комедий: «Полное Мамаду», «Приватная милиция», «Комедийный квартет», «Дружная семейка» и «Комедийный коктейль». Проекты с участием Андриенко выходили на телеканалах «1+1» (Украина), «Первый канал», «Россия-1», «РЕН ТВ», «ТНТ», «НТВ» и других.
- С 2007 по 2013 годы — актёр труппы пародийного шоу «Большая разница» на «Первом канале», Россия.
- С 2010 по 2013 годы — актёр труппы пародийного шоу «Большая разница по-украински[укр.]» / Большая разница по-украински» на телеканалах Украины — «1+1», «Интер», «ICTV».
- С 2013 по 2014 годы — актёр труппы пародийного шоу «Супергерои» на телеканале «Пятница!», Россия.
- С 2015 года — ведущий кулинарного шоу «Народный повар» (укр. «Народний кухар») на телеканале «НТН», Украина.
- В 2012—2014 годах — режиссёр, актёр ООО «Інсайт Медіа».
- В 2015—2017 годах — режиссёр анимационных сцен, актёр анимационной студии «Panama Grand Prix».
- С 2018 года — режиссёр, сценарист, продюсер компании «Charmswood».

Виктор Андриенко — автор не только многих сценариев для кино и телевидения: он, кроме того, написал вместе с соавтором Еленой Шульгой две книги для детей: «Легенди Чарівнолісся» («Легенды Волшебнолесья») и комиксы «Безумные приключения попугая Флинта» (в двух томах) с иллюстрациями художника Радны Сахалтуева.

### Личная жизнь
Жена — Анна, сын — Валерий (1987). C 1980 года является трезвенником и вегетарианцем.

## Работы

### Телевидение
- 1982 — «Закажите песню»
- 1992 — «Джентльмен-шоу» (7 выпуск)[6]
- 1996—1999 — «Шоу долгоносиков» (1+1) — ведущий / режиссёр / Иван Шпикуляк / Шерлок Холмс / Шендорович и др.
- 1999 — «Хит-фабрика» (1+1) — Иван Шпикуляк
- «Школа выживания с Сергеем Сивохой» на 1+1
- 1999 — «Полное марабу» (1+1) — разные роли
- 1999—2001 — «Полное мамаду» (1+1, М1, СТС) — Пан Кумко / Элик, трубач / Крысюк и др.
- 2000—2001 — «Ноты и банкноты» (1+1) — Элик, трубач / Крысюк и др.
- «Полное мамаду — 2» (1+1)
- 2001—2003 — «Лото Забава» (1+1)
- «Великі перегони» (Большие гонки)
- «Барабани Долі» (Барабаны Судьбы)
- «Агенція ІА-ІА»
- «Спозаранку»
- 2000—2001 — «Частная милиция» (1+1, СТС) — Крысюк и Шпикуляк
- 2000—2001 — «Комедийный квартет» (1+1, СТС) — Виктор Мартышкин / Шерлок Холмс / Пан Кумко
- 2002 — «Новые приключения Шерлока Холмса и Доктора Ватсона» (СТС) — Шерлок Холмс
- 2002 — «Дружная семейка» (РТР/Россия, REN-TV, Интер) — Сусиков
- 2002—2005 — «Комедийный коктейль» (РТР/Россия, ТНТ) — продюсерКрыладзе
- 2003 — «Команда Эквитас» — режиссёр
- 2003 — «Милицейская академия» (1+1, ТНТ)— прапорщик Половинко
- 2004 — Присяжный поверенный (телесериал) — следователь Бельский
- 2005 — «Весела Хата» (1+1) — хозяин ресторана
- 2006 — Девять жизней Нестора Махно — Мейбл
- 2006—2007 — «Милицейская академия — 2» — прапорщик Половинко
- 2009 — «Кумские байки» (УТ-1)— кум Николай Бабий
- 2008—2013 — «Большая разница» на Первом канале.
- 2008 — «Веселі усмішки» (1+1) — повар Николаич.
- 2009—2013 — «Большая разница по-украински» (Велика різниця) на ICTV, 1+1, Интер.
- 2011 — Всенародные семейные прятки (1+1) — ведущий шоу за кадром.
- 2011 — Костоправ (1+1) — Мамонтов.
- 2012 — Байки Митяя (Россия 1, Интер) — председатель колхоза.
- 2012 — Воронины (СТС) — подполковник Синников.
- 2012 — Молодожёны (СТС) — директор.
- 2012 — Развод (Первый канал России) — продюсер телекомпании.
- 2013 — Вампировы (Star Media) — Николай Вампиров
- 2013 — СуперГерои (ТРК «Пятница» Россия, ТРК «1+1» Украина) — Мюллер, Граф Дракула, Атос, Человек Паук и др.
- 2013 — 1+1 дома (Студия «Квартал 95») — Мэр города
- 2014 — Реклама SLANDO (Студия) — Сосед, Слесарь, Муж, Жена
- 2014 — 1+1 дома-2(Студия «Квартал 95») — Мэр города
- 2014 — Як дві краплі («Украина») — Тренер по актёрскому мастерству и Член жюри
- 2014 — Реклама OLX (Студия) — Дедушка
- 2015 — Украинский новогодний огонек («Украина») — Ведущий Пират
- 2015 — Реклама OLX (Студия) — Корреспондент
- 2015 — Народный Повар («НТН») — Ведущий
- 2016 — Окно жизни 8 серия («Украина») — Поливанов
- 2017 — Комик на миллион («ICTV») — Жюри
- 2019 — Маршруты судьбы (1+1) — Вахтанг
- 2019 — Подорожники (Новый канал) — Пал Петрович
- 2019 — Скажи только слово (СТБ) — Дорохов
- 2020 — Врачебный долг (ТРК Украина) — Штольц
- 2023 — СВЯЗЬ (Новый Канал) — Григорьевич
- 2024 — В РОЖДЕСТВО ТЫ НЕ ОДИН (1+1) — Перелесник

### Фильмография
- 1976 — У истоков человечества — чукча (каскадёр)
- 1976 — Не плач девчонка — (каскадёр)
- 1978 — Свадебный венок, или Одиссея Иванка — разбойник (каскадёр)
- 1979 — Поездка через город — (каскадёр)
- 1979 — Поезд чрезвычайного назначения — адъютант (каскадёр)
- 1979 — Смотрины — (каскадёр)
- 1980 — Дачная поездка сержанта Цыбули — эсэсовец, водитель БТР (каскадёр)
- 1981 — Шальная пуля — белогвардеец (каскадёр)
- 1981 — Копилка — полицейский (каскадёр)
- 1981 — Шестой — каскадёр
- 1981 — Третьего не дано — каскадёр
- 1981 — Ночь коротка — пэтэушник (каскадёр)
- 1981 — Женщины шутят всерьёз — болельщик в ресторане (каскадёр)
- 1981 — Амулет — наёмник (каскадёр)
- 1981 — Ярослав Мудрый — каскадёр
- 1981 — Die Mahnung/Предупреждение — Штурмовик
- 1981 — Балада о доблестном рыцаре Айвенго — (каскадёр)
- 1981 — Дочь командира — каскадёр
- 1982 — Грачи — милиционер (каскадёр)
- 1982 — Трест который треснул — каскадёр
- 1982 — Кремлевские кураны —  (каскадёр)
- 1982 — Преодоление — каскадёр
- 1982 — Житие святых сестер — каскадёр
- 1982 — Репортаж на память — каскадёр
- 1982 — Там, на неведомых дорожках… — стрелец (каскадёр)
- 1982 — Бой на перекрёстке — белогвардейский офицер (каскадёр)
- 1983 — Шурочка — командир жалонёров
- 1983 — Возвращение с орбиты — каскадер
- 1983 — Климко — немецкий солдат (каскадер)
- 1983 — Вечера на хуторе близ Диканьки — парубок (каскадер)
- 1983 — Миргород и его обитатели — каскадёр
- 1983 — На вес золота — бандит Степан (каскадер)
- 1983 — Легенда о княгине Ольге — каскадёр
- 1983 — Зона риска — каскадёр
- 1984 — Иванко и царь Поганин — стражник Федор (каскадер)
- 1984 — В двух шагах от «Рая» — каскадер
- 1984 — Канкан в английском парке — беженец (каскадёр)
- 1984 — Вспомните это важно — каскадёр
- 1984 — Сергей Лазо — каскадёр
- 1984 — Третий в девятом ряду — каскадёр
- 1984 — Диалоги с совестью — каскадёр
- 1985 — После дождичка в четверг — каскадер
- 1985 — Гостья из будущего — каскадёр
- 1985 — Искушение Дон-Жуана — младший брат Мясников (каскадёр)
- 1985 — Дымка — ковбой Том (каскадёр)
- 1985 — Две версии одного столкновения — Агент (каскадёр)
- 1986 — Рядом с вами — хам в цирке
- 1988 — Остров сокровищ — пират в чёрном жилете (в игровых фрагментах)
- 1988 — Тихий ужас — посыльный, вурдалак (каскадёр)
- 1991 — Пляжный клуб по интересам — капитан милиции Бодров
- 1991 — Капитан Крокус и тайна маленьких заговорщиков — Член Тайного совета (нет в титрах)
- 1992 — Общая картина была красива— Очевидное зло
- 1992 — Безумные макароны, или Ошибка профессора Бугенсберга[7] — инспектор Лестрейд, Центурион, Рыцарь, Пират, Одесский бандит (каскадёр) (не закончен)
- 1992 — Сердца трёх — индеец (нет в титрах)
- 1994 — Певица Жозефина и мышиный народ — шут
- 1994 — Магдебургские хроники — палач
- 1994 — Империя пиратов — пират Джек (каскадёр)
- 2004 — Между первой и второй — проводник 9-го вагона
- 1995 — Репортаж — главарь угонщиков самолёта (каскадёр)
- 2005 — Али Баба и сорок разбойников — разбойник Али
- 2005 — На белом катере — майор милиции
- 2007 — Один в новогоднюю ночь — первый брат-вор
- 2007 — 13 километр (короткометражный) — стрелочник
- 2008 — Мим Бим, или Чужая жизнь — Макеев
- 20109 — Боксеры предпочитаю блондинок — Сосед
- 2011 — Кумовские байки — Николай Бабий
- 2011 — Кто кому кто — судья Зайцев
- 2011 — Байки Митяя — председатель колхоза
- 2012 — Ржевский против Наполеона
- 2012 — Тот кто прошёл сквозь огонь — Смирнов
- 2013 — Иван Сила — агент Фикса
- 2014 — Оккупация — Комендант поезда
- 2015 — Держи удар (короткометражный) — Тренер Петрович
- 2015 — Теория забора (короткометражный) — Мирославович
- 2016 — Ночь Святого Валентина — Продюсер Вовик
- 2017 — Мир вашему дому! — Урядник
- 2019 — Продюсер — Шериф
- 2020 — Numbers — Zero

### Анимационное кино
- 1984—1985 — Доктор Айболит (мультфильм) — озвучил Крокодила, Одноглазого (одна реплика)
- 1986 — Про бегемота по имени Ну-и-пусть — озвучил крокодила Буль-буль-бо-бо
- 1988 — Остров сокровищ — постановщик трюков в фильме, озвучил капитана Смоллетта, Билли Бонса, Джона Сильвера (одна реплика)[8]
- 1989 — Последний бой — озвучил отставного пехотного генерала, продавца, отставного генерала авиации[9]
- 1992 — Возвращение на Остров сокровищ — сценарист
- 1993 — Новогоднее приключение Муви
- 1994 — Муви-няня
- 1994 — DIG SQUAD. Фильм второй. Скипетр фараона — озвучил мистера Дарка (он же мистер Браун), Косого, комментатора, водителя грузовика
- 1995 — Команда DIG. Фильм третий. Похищение века — озвучил Вильгельма Блута, полицейского, конферансье
- 1996 — Приключения Муви. Сафари
- 2006 — Рога и копыта — озвучил Свина (украинский дубляж студии «Lemma»)
- 2007 — Мистер Бин на отдыхе — озвучил мистера Бина (украинский дубляж)
- 2009 — Принцесса и лягушка — озвучил светлячка Рэя (украинский дубляж студии «Le Doyen»)
- 2012 — Пираты! Банда неудачников — озвучил Пирата с подагрой  (украинский дубляж студии «Le Doyen»)
- 2012—2013 — Алиса знает, что делать! (серии № 6—9, 16—17, 20—21) — озвучил Василия Петровича, робота-учителя
- 2013 — Годы мои...
- 2016 — Никита Кожемяка — режиссёр анимационных сцен, озвучил летучую мышку Эди
- 2016 — «The Dragon Spell» — (полнометражный мультфильм) Screenplayer (режиссёр анимационных сцен)
- 2019 — Царь Плакса и Щекоткин — продюсер
- 2020 — Тире — продюсер

### Роли в театре
- 1980 — Сон в летнюю ночь — Диметрий
- 1981 — Чудеса без чудес — Клоун, Робот 6-Ж, Стражник, Пират (художник по костюмам, сорежиссер спектакля)
- 1987 — От каданса до брейк-данса — Большой начальник
- 1986 — Али-баба и 40 песен персидского базара — Касым, Атаман разбойников, Богдатский вор
- 1985 — Йозеф Швейк (спектакль) — Бретшнейдер, Дежурный полицейский, Следователь, Психиатр (режиссер спектакля)
- 2014 — Поезд «Одесса-мама» — Таможенник, Поп, Милиционер, Ангел
- 2015 — Приключения бравого солдата Швейцмана, или «Одесса-мама»-2 — Военком, Психиатр, Ангел
- 2017 — "Мужчина перед зеркалом" — комедийный моноспектакль с элементами ностальгии и претензией на знание жизни
- 2019 — Вокзал на троих — Звезда телевидения (автор и режиссер спектакля)

## Награды
- 1983 — Гран-при всесоюзного театрального конкурса «Молодые голоса» — «За главную роль в спектакле „ЙОЗЕФ ШВЕЙК“
- 1997 — Главный приз конкурса „Золотая Эра“ „Лучшая юмористическая программа“ — за программу „Шоу Долгоносиков“»
- 2012 — Гран-при всеукраинского литературного конкурса «Коронация слова» «За лучший киносценарий для детей» — за киносценарий «ИВАН СИЛА»
- 2014 — Международный кинофестиваль «Молодость» (Киев) — Специальный диплом детского международного жюри кинофестиваля «За лучшее режиссёрское решение» — за фильм «ИВАН СИЛА»
- 2014 — лауреат Премии Кабинета Министров Украины имени Леси Украинки за литературно-художественные произведения для детей и юношества «Кинопроизведения для детей и юношества» — за проект «ИВАН СИЛА»
- 2017 — номинация «Лучшая комедия» на международном кинофестивале «Near Nazareth Festival» (NNF) в Назарете (Израиль) —  За короткометражный фильм «Сумасшедшая Семейка»
- 2017 — Гран-при всеукраинского литературного конкурса «Коронация слова» «За лучший киносценарий для детей» — за киносценарий «Легенды Чарівнолісся» (Легенды Волшебнолесья).
- 2019 — присвоено звание «Заслуженный Артист Украины».